# Lourency do Nascimento Rodrigues
Lourency do Nascimento Rodrigues (João Lisboa, Brasil, 2 de enero de 1996) es un futbolista brasileño que juega como delantero y su equipo es el Khor Fakkan Club de la UAE Pro League.

## Clubes
| Club                             | País                   | Año       |
| -------------------------------- | ---------------------- | --------- |
| Chapecoense                      | Brasil                 | 2016-2019 |
| Vila Nova F. C. (cedido)         | Brasil                 | 2017      |
| Grêmio Esportivo Brasil (cedido) | Brasil                 | 2018      |
| Gil Vicente F. C.                | Portugal               | 2019-2021 |
| Göztepe S. K.                    | Turquía                | 2021-2022 |
| Al Bataeh Club                   | Emiratos Árabes Unidos | 2022-2023 |
| Khor Fakkan Club                 | Emiratos Árabes Unidos | 2023-     |